# Latvijas Radio

Ancien logo.

Latvijas Radio (en français Radio Lettone, en abrégé LR) est la compagnie de radiodiffusion publique de la Lettonie. Basée à Rīga, la capitale du pays, elle a vu le jour le 1er novembre 1925. 

## Histoire
Latvijas Radio est membre de l'Union européenne de radio-télévision depuis le 1er janvier 1993 .
En janvier 2024, le parlement letton annonce la fusion de Latvijas Televīzija avec Latvijas Radio pour former une nouvelle entité nommée Latvijas Sabiedriskais medijs.

## Activité
Elle opère cinq stations de radio diffusées sur l'ensemble du territoire national en modulation de fréquence (FM) : Latvijas Radio 1, Latvijas Radio 2, Latvijas Radio 3 Klasika, Latvijas Radio 4 Doma Laukums et Latvijas Radio 5 Saeimas Kanāls.
Véritable institution culturelle en Lettonie, la radio nationale supervise également le Chœur de la radio lettone (Latvijas Radio Koris), fondé en 1940. Elle est chargée de la préservation des archives radiophoniques (près de 200 000 enregistrements).